# Aqmetrix
Aqmetrix es una compañía especializada en calificar la calidad del servicio (QoS) ofrecido por la Banca En línea.

## Historia
Desde 1997 establece para las entidades financieras un cuadro de mando integral basado en el análisis permanente del performance (prestación del servicio) y de la oferta de las principales entidades financieras del mercado; en la actualidad, dispone de más de 150 entidades calificadas en más de 16 países de Europa y América.

## Metodología
Las calificaciones son de carácter trimestral y están basadas en más de 60.000 variables y 500.000 mediciones por periodo de calificación cuyo resultante se divide en dos elementos de calificación y de servicio: el performance o prestación del servicio y la Oferta de Productos de cada entidad.
El performance es la primera letra de la calificación y corresponde a la prestación del servicio. La calificación del performance se establece a través de tres grandes apartados:
1. Disponibilidad: monitorización 4x24x7 zonas públicas y transaccionales tanto de los servicios vía Internet como vía móvil.
2. Atención al cliente: seguimiento diario de los diferentes canales de soporte (teléfono, correo electrónico o chat, entre otros)
3. Navegación y diseño: test permanente de la rapidez, del tratamiento de la información y de la seguridad, de la compatibilidad con diferentes navegadores, sistemas operativos y terminales móviles (test semanal), entre otros.

La oferta de productos de la entidad financiera a sus clientes es la segunda letra de calificación y define el "Nivel de Uso" de la Entidad (A-B-C).
Con más de 1.800 variables objetivas por entidad calificada, el modelo de calificación de la oferta está basado en referencias de carácter universal provenientes de todas las áreas de negocio (Europa y América). Las Áreas de Negocio se estructuran en función de los diferentes perfiles de cliente de las entidades financieras: Particulares, Empresas…

## Países en Calificación
- España
- México
- Estados Unidos
- Alemania
- Benelux
- Escandinavia
- Europa
- Francia
- Irlanda
- Italia
- Portugal
- Reino Unido